# Хамон
Хамо́н (исп. jamón «окорок») — испанский национальный деликатес, сыровяленый свиной окорок.

## Типы

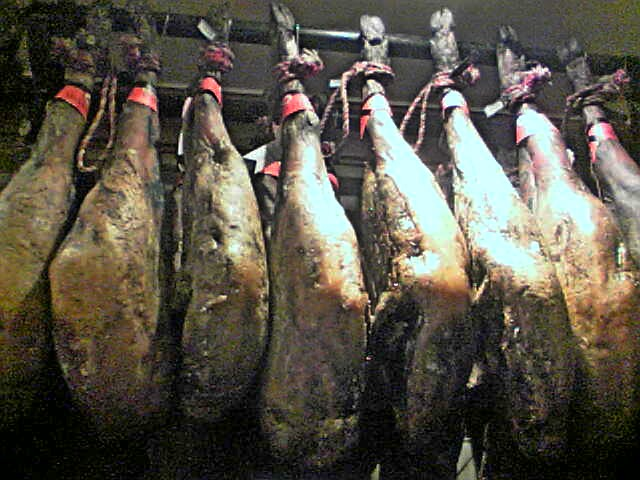
Хамон «пата негра»

Есть два основных типа хамона: хамон серрано (исп. jamón serrano, «хамон по-горски») и более дорогой хамон иберико (исп. jamón ibérico, часто называемый «pata negra» — «чёрная нога»). Они различаются способом и длительностью приготовления, а самое существенное различие между хамоном серрано и хамоном иберико — порода свиней и их диеты.
- серрано — отличительный признак: белая свинья, у хамона белое копыто;
  - курадо (хамон curado) — выдержка минимум 7 месяцев;
  - бодега (хамон bodega) — выдержка минимум 9 месяцев;
  - резерва (хамон reserva) — выдержка минимум 12 месяцев;
  - гранд резерва (хамон grand reserva) — выдержка около 15 месяцев;
- иберико — отличительный признак: чёрная свинья, у хамона чёрное копыто;
  - de cebo — делается из свиней, откормленных фуражом и желудями;
  - de reсebo — делается из свиней, откормленных фуражом и желудями в бо́льших пропорциях;
  - de bellota — делается из свиней, откормленных как правило на чистой желудёвой диете.

Хамоном общепринято называть продукт, приготовленный из задних ног свиньи, тогда как передние ноги именуются палеты.

## Приготовление
Хамон засыпают большим количеством соли, чтобы ускорить процесс обезвоживания. Длительность соления зависит от массы ноги и климатических условий каждой области, но в среднем оно составляет один день на килограмм продукта.
В зависимости от массы окорока и климатических условий географической области, процесс сушки занимает от шести до 36 месяцев. Сушка обычно начинается зимой или ранней весной, чтобы воспользоваться преимуществом медленного и постепенного увеличения температуры вплоть до позднего лета.
Осенью хамон перемещают на более низкие этажи помещения, где он находится в течение 9—12 месяцев при температуре 8—10 °C. Здесь начинается процесс вяления: под воздействием микрофлоры мясо приобретает характерные структуру, вкус и аромат.
1. Созревание. После сушки продукт отправляется в погреба, где классифицируется по массе и качеству. На основании этой классификации определяется срок, необходимый для «дозревания» каждой «ноги», после чего они остаются «дозревать» по-прежнему в подвешенном состоянии. Благодаря микроклимату погребов, на этом этапе «ноги» приобретают уникальные вкус и аромат.
2. Проба — последняя проверка: тонкой длинной иглой (сделанной из кости коровы или лошади) эксперты делают два или три отверстия в хамоне, чтобы почувствовать аромат, говорящий о завершении стадии вяления.

Употребляют хамон нарезанным на очень тонкие ломтики; нарезка хамона — особое искусство, которым занимается обученный специалист — кортадор, использующий специальный инструмент. Подставка, на которой устанавливается хамон для резки, называется хамонера. Заведение, где подают хамон, называется хамонерия.

## Нарезка

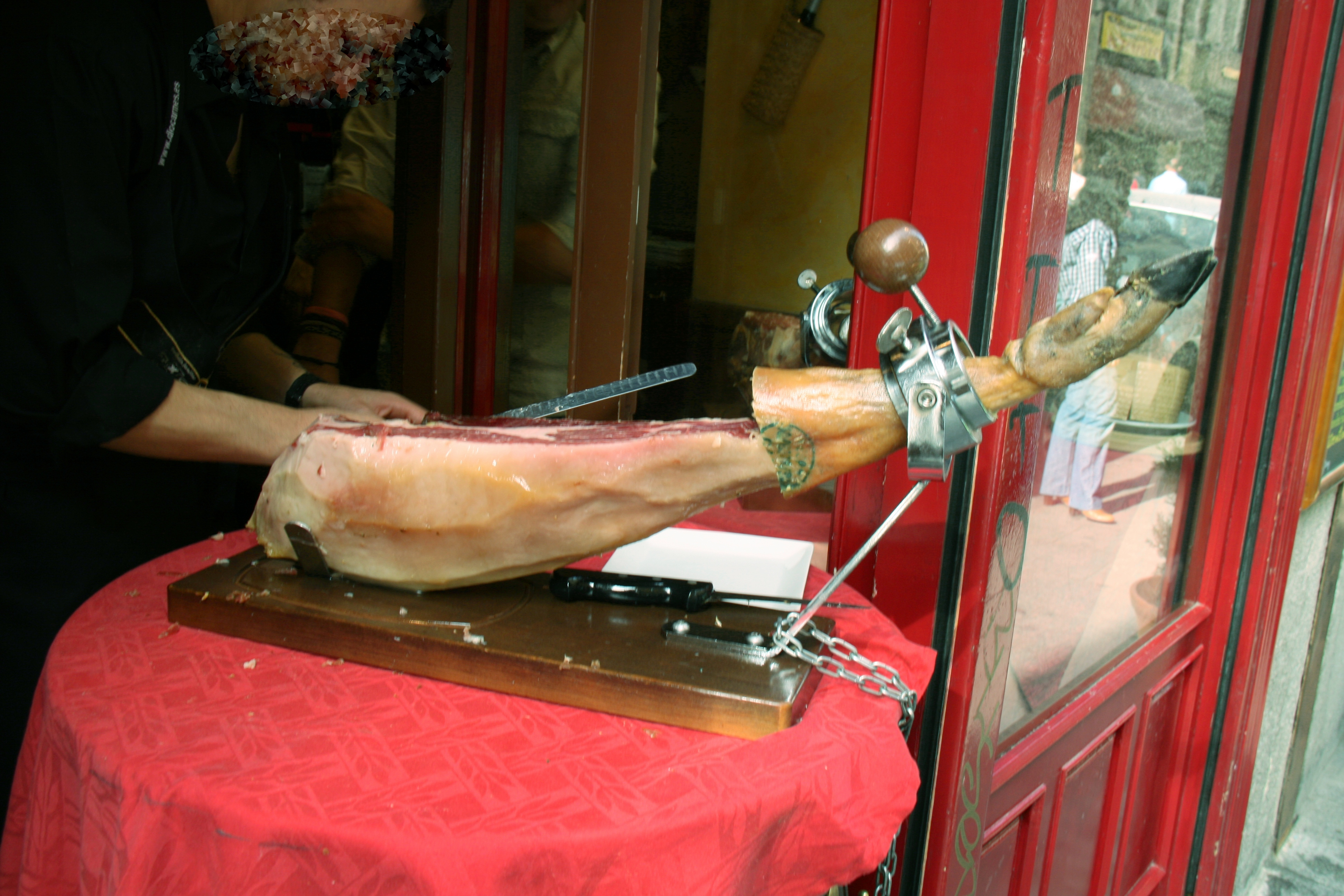
Нарезка хамона, установленного на хамонере

Для нарезки хамона используется хамонера (исп. portajamones, soporte jamonero) — специальная подставка соответствующей длины. По мнению кулинаров, на органолептические свойства хамона непосредственно влияет качество нарезки, поэтому хамон обязательно нарезают вручную с помощью хамонеры и специального ножа. Механическая нарезка хамона ухудшает его качество.
Как правило, подставки делаются из дерева и имеют длину 45—50 см (в зависимости от размеров свиного окорока) и шириной 15—20 см. Острый винт на кронштейне хамонеры служит для закрепления ноги с копытом, а другая часть для установки широкой части хамона. Ослабив винт на кольце, можно перевернуть хамон, чтобы нарезать мясо с противоположной стороны.
Нарезка происходит параллельно закреплённой на хамонере ноге. При этом, чтобы избежать травм, хамон должен быть плотно закреплён на хамонере без проскальзывания, чтобы нога прижалась к подставке во всех направлениях и не расшатывалась. При совершении надреза вторая рука всё время находится выше операционной руки с ножом.

## Места производства

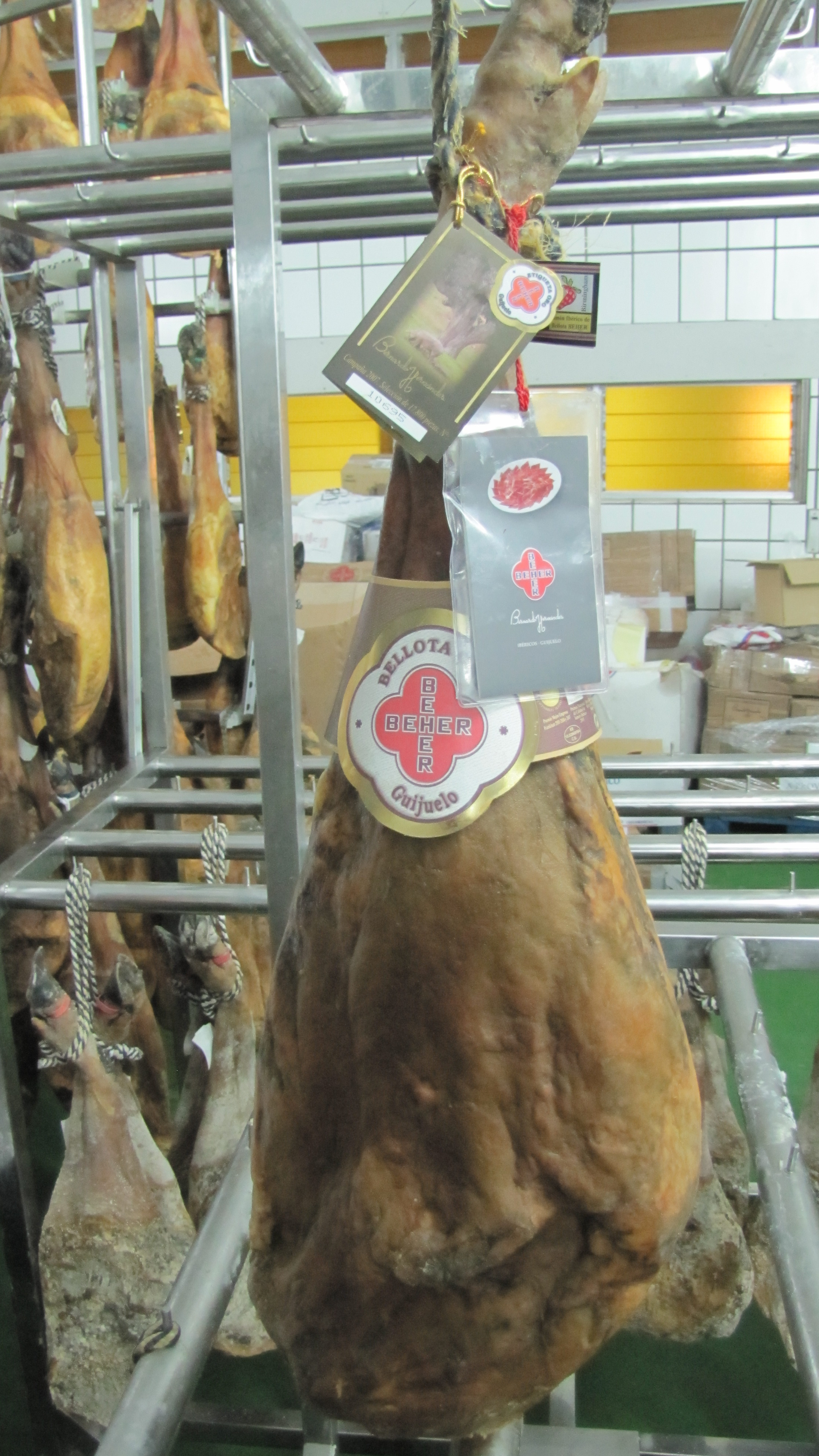
BEHER «Bellota Oro», (Гихуэло), был назван «Лучшим хамоном мира» на выставке IFFA Delicat в 2007 и 2010 годах

Хамон производится на всей территории Испании за исключением побережья. Как и у испанских вин, существует Denominación de Origen — знак качества, гарантирующий, что хамон произведен в определённой провинции с соблюдением неизменных местных стандартов (у каждой провинции они свои). В основном это относится к хамону иберико. Министерство сельского хозяйства Испании выделяет следующие DOP:
- cecina de León («Сесина де Леон»)
- dehesa de Extremadura («Деэса де Эстремадура»)
- guijuelo («Гихуэло»)
- jamón de Huelva («Хамон де Уэльва»)
- jamón de Teruel («Хамон де Теруэль»)
- jamón de Trevélez («Хамон де Тревелес»)

## Хранение в домашних условиях
В домашних условиях хамон держится в сухом прохладном месте (15—20 °C). После разрезания допускается употребление в течение пяти месяцев, при этом место разреза закрывают срезанным жиром, хлопчатобумажным полотенцем или смазывают оливковым маслом для предотвращения контакта с воздухом.